# Conseil constitutionnel (Liban)
Pour les articles homonymes, voir Conseil constitutionnel.
Le Conseil constitutionnel du Liban est une institution libanaise. Sa création découle de l’accord de Taëf, signé en 1989, et il a été mis en place par la réforme de l’article 19 de la Constitution libanaise. Inspiré du Conseil constitutionnel français, il a pour rôle de contrôler la constitutionnalité des lois et de veiller au respect de l’intégrité des institutions, notamment à l’équilibre des pouvoirs.
Il est membre de l’Association des cours constitutionnelles ayant en partage l’usage du français.

## Composition
Le Conseil constitutionnel se compose de 10 membres, 5 élus par l’Assemblée nationale et 5 par le Conseil des ministres, qui s’élisent à leur tour un président, un vice-président et un secrétaire. Le procédé d’élection favorise les compromis à la Chambre des députés et peut entraîner une dérive clientéliste. Le fonctionnement du Conseil constitutionnel a été modifié en 2006. Entre autres, de nouveaux critères de sélection ont été mis en vigueur. Il faut depuis lors que 5 des membres soit chrétiens et 5 musulmans, alors qu’il n’existait pas auparavant de critère communautaire au Conseil constitutionnel. Cette réforme a suscité des critiques et des inquiétudes.
La situation de blocage de l’Assemblée nationale a conduit à la vacance de cinq des dix sièges du Conseil, jusqu’à ce que les députés réussissent à s’entendre et élisent les membres manquant le 26 mai, quelques jours avant les élections législatives de 2009. Cela a permis que le Conseil joue son rôle de réception des plaintes liées au scrutin, indispensable selon les standards internationaux en matière de processus électoral démocratique.
Le Conseil constitutionnel est indépendant du pouvoir judiciaire et se différencie en cela d’une cour suprême, qui fait elle partie de la hiérarchie judiciaire.

## Rôle
Il ne peut être saisi que par des organes publics ou des chefs de communautés reconnues officiellement, ou bien par la requête de dix députés. Il ne peut pas être saisi par des particuliers. Il fait partie des autorités du pays ayant autorité en matière de droits de l'homme.
Pour juger de la constitutionnalité d’une loi, il se réfère à la Constitution. Il peut donc s’appuyer sur les principes et les textes que celle-ci reconnaît, notamment la Déclaration universelle des droits de l'homme, citée dans le préambule.
Le Conseil constitutionnel n’intervient qu’une fois le processus d’adoption de la loi est terminée et que celle-ci est entrée en vigueur. Il peut durant son examen suspendre la loi et, si elle est jugée contraire à la Constitution, l’annuler sans qu’elle ne puisse être invoquée par la suite (il faut pour cela que 7 des 10 membres votent l’inconstitutionnalité). Il peut en motivant une annulation faire une recommandation au législateur.
Le Conseil constitutionnel peut ainsi s’opposer aux excès de l’Assemblée et du gouvernement et apaiser l’opposition en cas d’infraction à la Constitution de la part de la majorité.
Il est également compétent en matière de contentieux électoral. Pour les élections législatives, un candidat perdant peut faire appel des résultats d’un scrutin dans un délai de trente jours après leur publication. Le président du Conseil constitutionnel nomme alors un membre autre que lui rapporteur. Ce rapporteur dispose pour trois mois d’un pouvoir d’enquête pour rendre un rapport devant le Conseil constitutionnel. Le Conseil a alors un mois pour rendre sa décision. Si le recours est déclaré fondé, le Conseil peut déclarer l’appelant vainqueur ou convoquer une nouvelle élection. Le Conseil constitutionnel s’est par contre déclaré incompétent pour juger les actes électoraux préparatoires (notamment la constitution des listes d’électeurs). Le délai entre le dépôt de la plainte et la décision du Conseil constitutionnel (quatre mois au maximum) a été critiqué comme « excessif » par la mission d’observation de l’UE des élections législatives de 2009, selon laquelle un mois suffirait, sauf si un report s’imposait.

## Sources
- (fr) Le Conseil Constitutionnel libanais, par Pierre Gannage [PDF]
- (fr) La Constitution du Liban sur le site du Conseil constitutionnel libanais, en archive sur Archive.org